# Mycoacia
Mycoacia là một chi nấm thuộc họ Meruliaceae.